# Diademtangara
Diademtangara (Stephanophorus diadematus) är en fågel i familjen tangaror inom ordningen tättingar.

## Utseende och läte
Diademtangaran är en stor tangara med en kort och kraftig näbb. Fjäderdräkten är omisskännlig, mestadels blå med svart ögonmask, röd huvudtofs och vit hjässa. Sången är fyllig och melodisk.

## Utbredning och systematik
Fågeln förekommer i Paraguay, sydöstra Brasilien, Uruguay och nordöstra Argentina. Den placeras som enda art i släktet Stephanophorus och behandlas som monotypisk, det vill säga att den inte delas in i några underarter.
. 

## Levnadssätt
Diademtangaran hittas vid kanter av bergsskogar, inklusive i Araucaria, parker och trädgårdar. 

## Status och hot
Arten har ett stort utbredningsområde, men tros minska i antal, dock inte tillräckligt kraftigt för att den ska betraktas som hotad. Internationella naturvårdsunionen IUCN listar arten som livskraftig (LC).